# Schistura sharavathiensis
Schistura sharavathiensis är en fiskart som beskrevs av Sreekantha, Gururaja, Remadevi, Indra och Ramachandra 2006. Schistura sharavathiensis ingår i släktet Schistura och familjen grönlingsfiskar. IUCN kategoriserar arten globalt som sårbar. Inga underarter finns listade i Catalogue of Life.